# كوهم (باركشير)
كوهم (بالإنجليزية: Cookham)‏ هي قرية وأبرشية مدنية تقع في المملكة المتحدة في إنجلترا. يقدر عدد سكانها بـ 5,519 نسمة .

## أعلام
- سيموندز بوسي
- ستانلي سبنسر
- جيسيكا براون فيندلي